# Bełżec
Bełżec je obec ve východním Polsku ležící v lublinském vojvodství na silnici spojující Lublin se Lvovem, na vysočině Roztocze, cca 8 km od hranice s Ukrajinou a 45 km jižně od Zamośće. V letech 1975–1998 patřila obec administrativně do dnes již neexistujícího zamojského vojvodství. Název pochází z ukrajinského (rusínského) slova, které označuje bahnitý a podmáčený terén. Žije zde 2723 osob (2006).

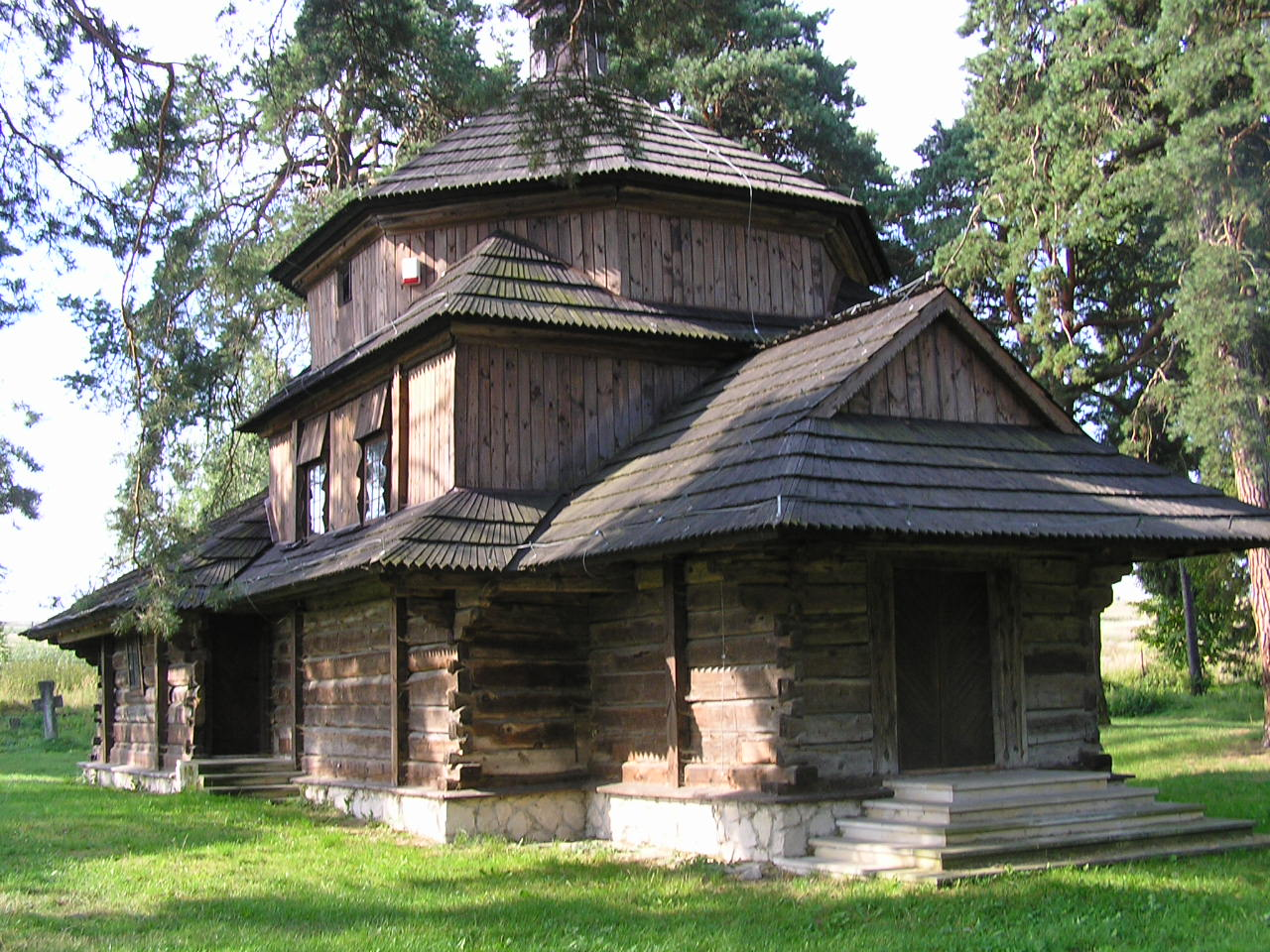
Pravoslavný kostel Bełżci

V roce 1940 založili nacisté v Bełżci pracovní tábory, jejichž hlavním úkolem byla výstavba hraničního opevnění. Na podzim roku 1941 zde byl zbudován vyhlazovací tábor pod názvem SS-Sonderkommando Belzec. Zahynulo v něm asi 600 000 osob převážně židovského původu. Dnes se na místě bývalého tábora nachází muzeum. V obci se dochoval také dřevěný pravoslavný kostelík.

## Osobnosti
- Julia Pępiaková (1890–1971), polská Spravedlivá mezi národy